# تفکر رایانشی
تفکر رایانشی (به انگلیسی: Computational thinking) در مباحث آموزشی مجموعه‌ای از روش‌های حل مسئله است که شامل بیان و تعریف کردن مشکلات و راه‌حل‌آن‌هاست به‌گونه‌ای که کامپیوتر بتواند آن‌ها را پردازش و اجرا کند. برخی از این روش‌ها و رویکردها در فلسفه، هوش مصنوعی، علوم کامپیوتر، مهندسی، ریاضیات و پزشکی مورد مطالعه و توسعه قرار گرفته‌اند.

## تاریخچه

تفکر رایانشی

اولین استفاده‌ها از این رویکرد به حدود سال ۱۹۵۰ میلادی بازمی‌گردد. تفکر رایانشی مواردی مانند نحوه نمایش و پردازش داده‌ها و همچنین نحوهٔ دسته‌بندی منطقی داده‌ها را که در سایر رویکردهای تفکری مانند تفکر علمی، تفکر مهندسی، تفکر سیستمی رواج دارد را نیز دربر می‌گیرد. بنابراین ایده‌ها و اصطلاحات این نوع رویکرد منوط به زمان حال نمی‌باشد. اصطلاح تفکر رایانشی اولین بار توسط سیمور پاپرت در سال ۱۹۸۰ میلادی به کار برده شد. تفکر رایانشی با رویکرد الگوریتمی که دارد می‌تواند در حل بسیاری از مسائل پیچیده راهگشا باشد و در خیلی از موارد به‌عنوان روشی برای بهبود پیچیدگی الگوریتم‌های قبلی در مسئله‌هایی با مرتبهٔ بزرگ مورد استفاده قرار گیرد. عبارت تفکر رایانشی (Computional thinking) در سال ۲۰۰۶ به عنوان نتیجهٔ مقاله‌ای علمی از سوی انجمن ماشین‌های حسابگر (ACM) توسط  Jeannette Wing به خط مقدم جامعهٔ آموزش علوم کامپیوتر آورده‌شد و از آن زمان این اصطلاح و رویکرد مربوط به آن در مقالات و کنفرانس‌های علمی به نقش برجسته‌ای دارد. وی در این مقاله معتقد بود که رویکرد تفکر رایانشی یک مهارت اساسی و پایه‌ای و لازم برای همه جامعه است و فقط مربوط به دانشمندان حوزهٔ علوم کامپیوتر نیست. او همچنین به لزوم ترکیب و ادغام این رویکرد در شاخه‌های دیگر آموزشی مانند مدرسه و دانشگاه‌ها تأکید داشت.

## مشخصات
مشخصه‌هایی که تفکر رایانشی را تعریف می‌کنند برابرند با تجزیه مسئله، تشخیص و یافتن الگو،  نمایش داده‌ها، تعمیم مسئله و رویکرد الگوریتمی.
با تجزیه‌کردن یک مسئله شناسایی متغیرهای درگیر در مسئله ممکن می‌شود و با استفاده از رویکرد نمایش داده‌ها و نگرش الگوریتمی بر آن، یک راه حل کلی ارائه می‌شود که این راه حل کلی معمولاً یک تعمیم از مسئلهٔ خاصی است که می‌تواند برای حل بسیاری از مشکلات دیگر مورد استفاده قرار گیرد.

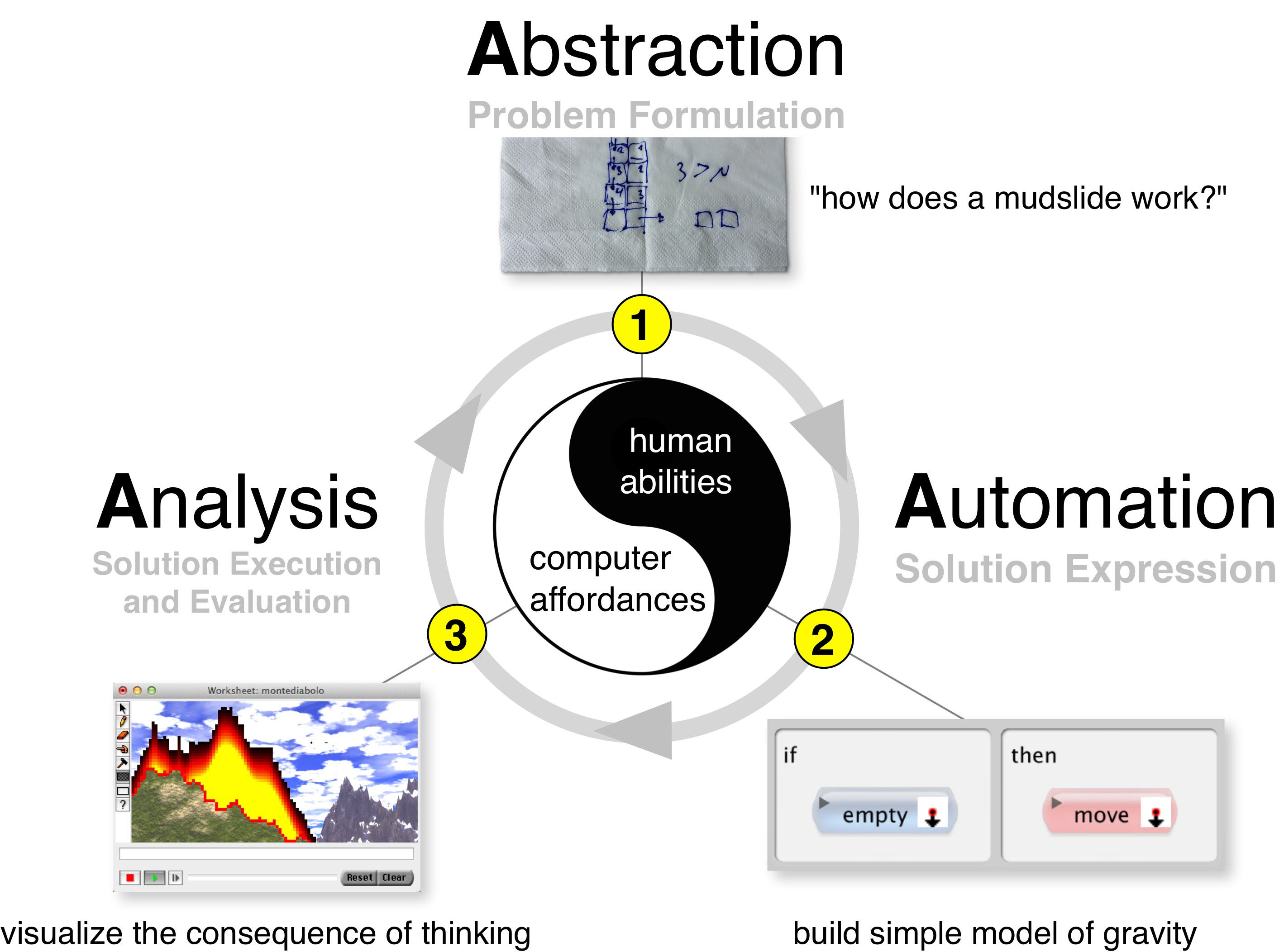
سه مرحلهٔ تفکر رایانشی: تعریف مسئله، بیان راه حل، اجرا و ارزیابی راه‌حل.

بنابراین از ویژگی‌های اصلی تفکر رایانشی رویکرد تکرار شوندهٔ سه مرحله‌ای زیر است:
1. تعریف مسئله و تجزیهٔ آن به مسئله‌های کوچکتر
2. بیان راه‌حل
3. اجرا و ارزیابی راه‌حل

مهارت‌های استفاده از رویکرد تفکر رایانشی برای افراد و سازمان‌ها اهمیت بسیار زیادی پیدا کرده‌است زیرا استفاده از محاسبات و نتایج این رویکرد برای هر نوع فعالیت و هر نوع نوآوری لازم است. هرچه رایانه‌ها باهوش تر می‌شوند سرعت بیشتری درجهت کاهش نیازهای انسان برمی‌دارند. درجایی دیگرتفکر رایانشی را این‌گونه تعریف می‌کنند:  تفکر رایانشی فرایندی است که طی آن شما به‌صورت خلاقانه یک چرخه حل مسئلهٔ چهار مرحله‌ای را برای بررسی ایده‌ها، چالش‌های آن و فرصت‌هایی که برای توسعه و ارزیابی راه حل‌ها با آن روبرو هستید، به کار می‌برید. چالش اصلی این است که یاد بگیرید چگونه شرایط مسئله را مدل‌سازی و شبیه‌سازی کنید به گونه‌ای که کامپیوتر بتواند آن را پردازش کند .

چهار مرحلهٔ ذکرشده طبق سایت www.computationalthinking.org

بنابراین تفکر رایانشی رویکردی برای حل مشکلات با استفاده از مفاهیم و ایده‌های علوم کامپیوتر است. این رویکرد این امکان را به ما می‌دهد تا یک مشکل پیچیده نسبت به توانایی‌های انسان را بهتر درک کنیم و همچنین بتوانیم راه حل‌های ممکن را مطرح سازیم و آن‌ها را ارزیابی و توسعه دهیم. سپس می بتوانیم این راه حل‌ها را به روشی ارائه دهیم که یک کامپیوتر، انسان یا هر دو بتوانند آن‌ها درک و تحلیل کنند.

### ارتباط با four Cs
منظور از four Cs درواقع اصطلاحیست که در قرن ۲۱ رواج پیدا کرده‌است و برابر است با مجموعهٔ ارتباطات (communication)، تفکر انتقادی (critical thinking)، همکاری (collaboration) و خلاقیت (creativity). با توجه به روند اخیر عضو پنجم این مجموعه می‌تواند تفکر رایانشی باشد. این رویکرد ابزارهایی را شامل می‌شود که می‌توانند داده‌ها را تجسم کنند و مدلی برای راه‌حل مسئله پیشنهاد دهند. تفکر رایانشی در موضوعاتی فراتر از علوم، فناوری، مهندسی و ریاضیات (STEM) کاربرد دارد که شامل علوم اجتماعی و هنرهای زبانی نیز می‌شود. دانش آموزان می‌توانند در فعالیت‌هایی شرکت کنند که در آنها الگوهای موجود در گرامر و همچنین ساختار جمله را تشخیص داده شود و از مدلهایی برای مطالعه رابطه‌های زبانی استفاده کنند.
از بدو ایجاد مفاهیم four Cs، این مفاهیم به مرور زمان توانسته‌اند به عنوان عناصر حیاتی بسیاری از برنامه‌های درسی مدارس و دانشگاه‌ها پذیرفته شوند. این پیشرفت باعث ایجاد تغییر و تحول در پلتفرم‌های آموزشی و رویکردهایی مانند پرس‌وجو، یادگیری مبتنی بر پروژه و یادگیری‌های عمیق‌تر در سطوح آموزشی شد.
بسیاری از کشورها تفکر رایانشی را به همهٔ دانشجویان و دانش‌آموزان خود معرفی کرده‌اند. بریتانیا از سال ۲۰۱۲ در برنامه درسی ملی خود این رویکرد را به صورت جدی وارد کرده‌است. سنگاپور تفکر رایانشی را «توانایی ملی» خود می‌نامد. سایر کشورها نیز مانند استرالیا، چین، کره و نیوزلند تلاش‌های گسترده‌ای را برای معرفی تفکر رایانشی در مدارس خود آغاز کرده‌اند. در ایالات متحده، رئیس‌جمهور وقت باراک اوباما رویکرد و برنامهٔ «علوم کامپیوتری برای همه» را ایجاد کرد و آن را توسعه داد. او معتقد بود برای توانمندسازی این نسل از دانش‌آموزان و دانشجویان در آمریکا داشتن مهارت صحیح در زمینه علوم کامپیوتری برای شکوفایی در این اقتصاد مدرن لازم و حیاتی است. تفکر رایانشی رویکردیست برای نحوهٔ تفکر و حل کردن مسائل به‌شیوهٔ دانشمندان حوزهٔ علوم کامپیوتر. تفکر رایانشی به فرایندهای فکری برای درک مسئله و ارائهٔ راه‌حل آن مسئله و فرمول‌بندی آن لازم است، اشاره دارد. این روش تفکر درواقع شامل منطق، تخمین، تشخیص الگوها است.

## مرکزی برای تفکر رایانشی
دانشگاه کارنگی ملون در پیتسبرگ مرکز و دپارتمانی مخصوص برای تفکر رایانشی دارد. فعالیت اصلی این بخش انجام تحقیق‌های مسئله‌محور است. این کاوش‌ها درواقع آزمایش‌ها و تحقیقاتی هستند که مفاهیم جدید محاسباتی و رایانشی را برای مشکلات به کار می‌برند تا ارزش و اهمیت تفکر رایانشی را نشان دهند. این آزمایش‌ها به‌طور کلی توسط دو گروه انجام می‌شود که گروه اول در زمینهٔ مورد نظر آزمایش تخصص دارند و گروه دوم عموماً دانشمندان حوزهٔ علوم کامپیوتر هستند. مدت زمان این آزمایش‌ها بعضاً به چندین سال نیز می‌کشد. برخی از این آزمایش‌ها برابرند با بهینه کردن فرایند پیوند کلیه و چگونگی ایجاد داروهایی که ویروس‌های مقاومی در برابر آن دارو تولید نشوند.

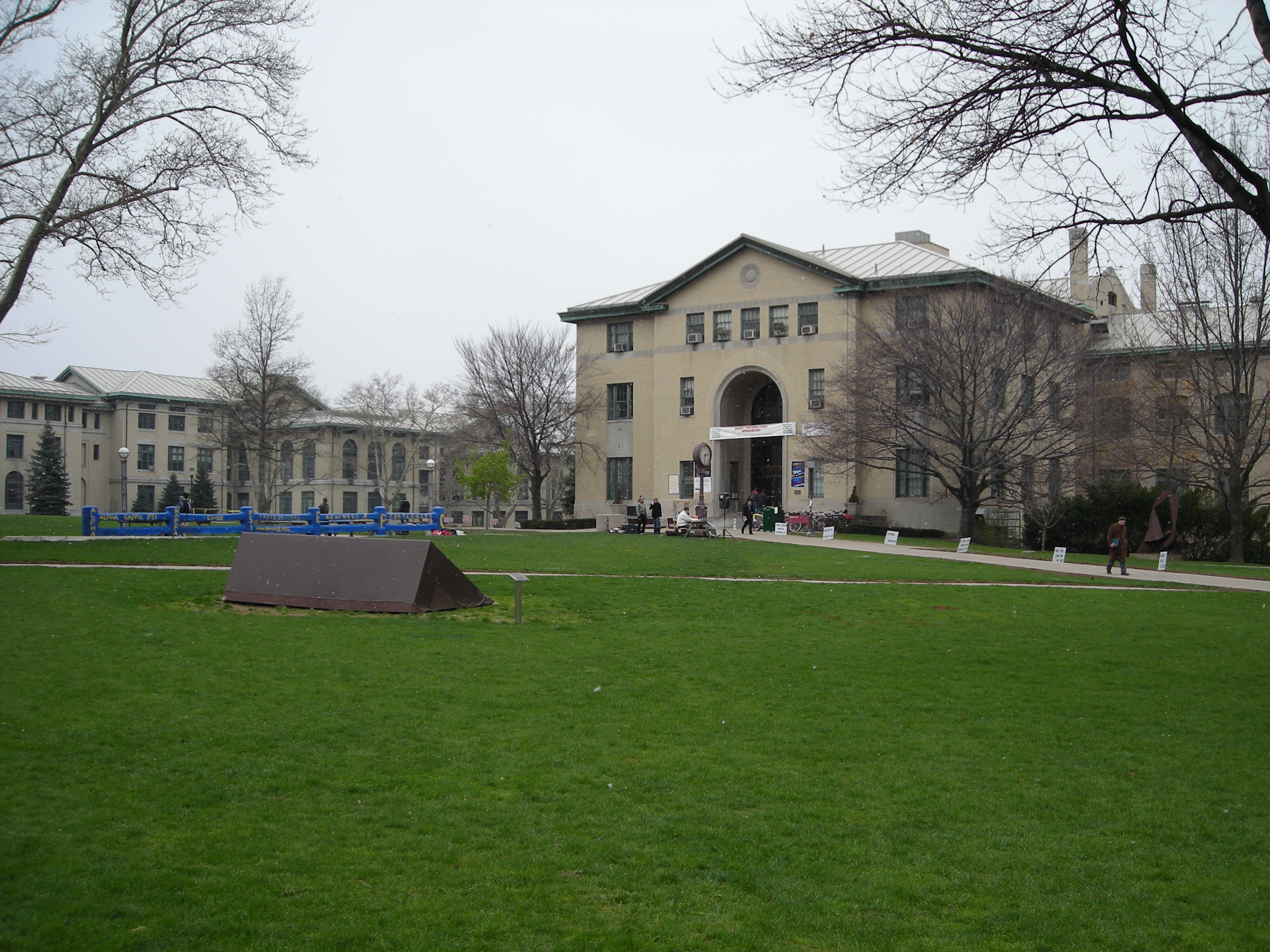
دانشگاه کارنگی ملون